# Rhynchothorax orientalis
Rhynchothorax orientalis is een zeespin uit de familie Rhynchothoracidae. De soort behoort tot het geslacht Rhynchothorax. Rhynchothorax orientalis werd in 1988 voor het eerst wetenschappelijk beschreven door Child. 